# 그레이시 글램

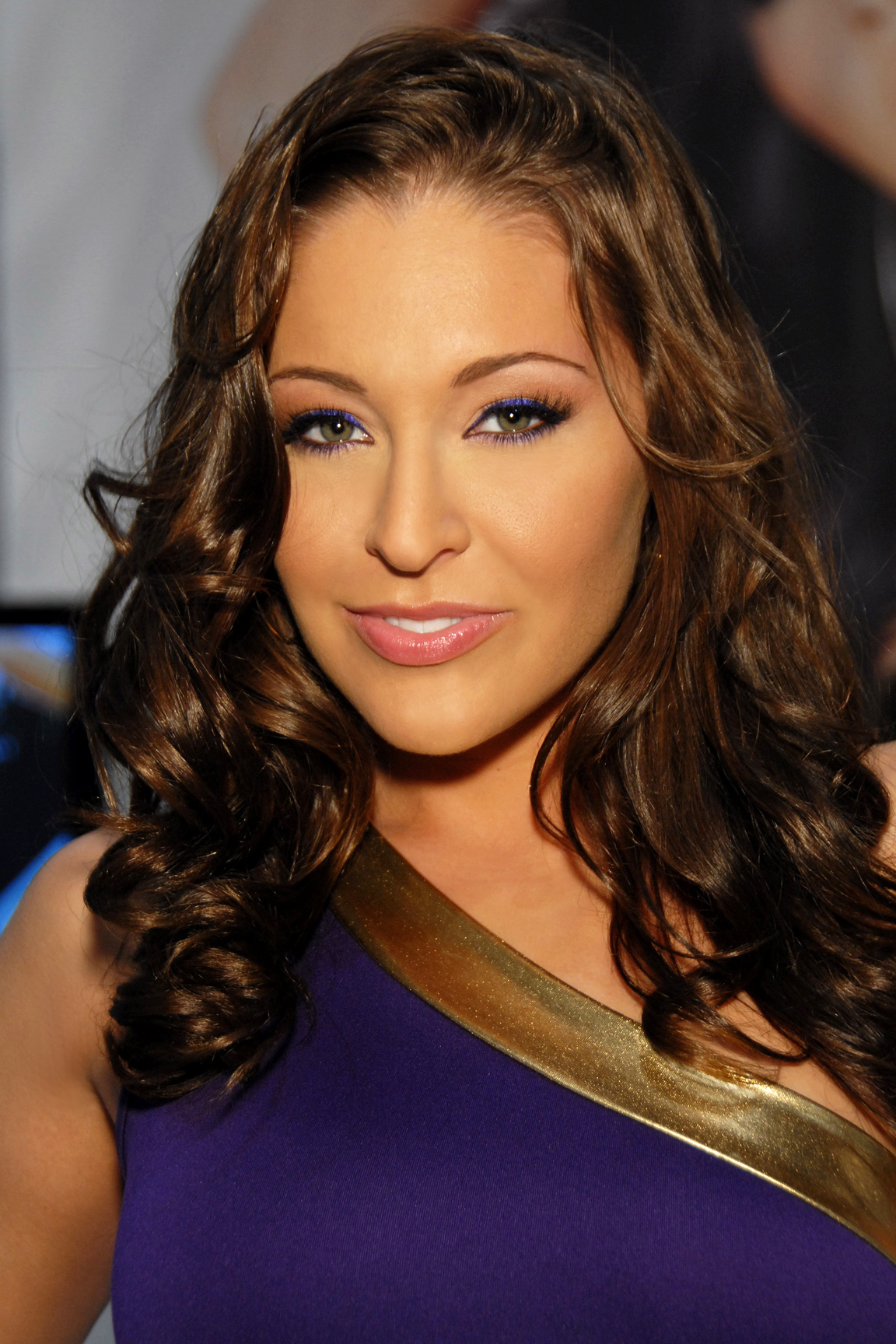
그레이시 글램

그레이시 글램(Gracie Glam, 1990년 9월 30일 ~ )은 미국의 여자 포르노 배우이다. 노스캐롤라이나주 롤리 출신.